# Förintelsen i Ungern

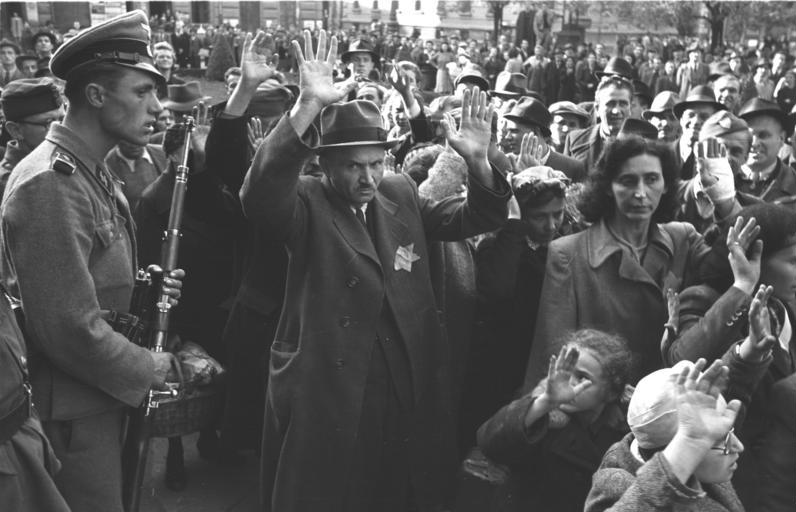
Soldater griper judar i Budapest, oktober 1944.

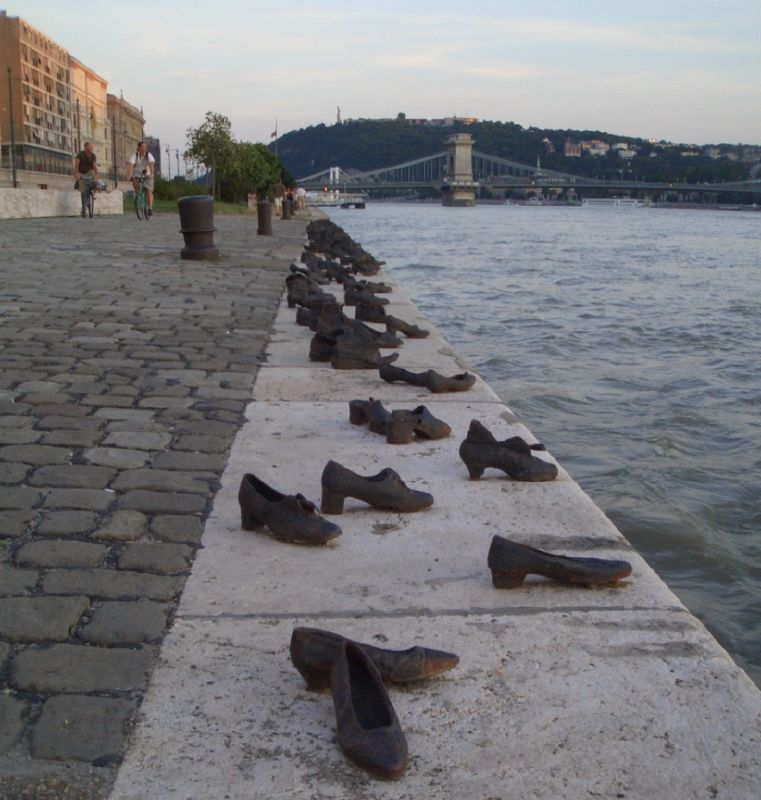
Gyula Pauers och Can Togays minnesmärke över pilkorsrörelsens offer vid en Donaukaj i Budapest, rest 2005.

Förintelsen i Ungern syftar på förintelsen av i huvudsak judar, men även romer och politiskt oliktänkande, i Ungern under andra världskriget.
Efter Röda arméns erövring av Budapest i mitten av januari 1945 återfanns i det tyska SS-högkvarteret ett stort antal dokument och fotografier, som dokumenterade nazisternas brott mot mänskligheten i Ungern. Utifrån dessa dokument kan man beräkna, att omkring 569 000 ungrare mördades i Ungern eller i förintelseläger i tyskkontrollerade områden. Det överväldigande flertalet var judar.

## Ett självständigt Ungern 1938–1944
Ungern hade under mellankrigstiden en av Europas största judiska befolkningsgrupper. Den utgjorde landets största minoritetsgrupp, sedan landets territorium väsentligt reducerats efter Österrike-Ungerns nederlag i första världskriget. Judarnas medborgerliga rättigheter inskränktes successivt från 1938 genom införande av judefientlig lagstiftning efter mönster av de tyska Nürnberglagarna från september 1935. År 1938 infördes kvotering för olika yrkeskategorier i syfte att ingen enskild etnisk/religiös grupp ska vara överrepresenterad inom något område och på detta sätt ska få utöva oproportionerligt stort inflytande. Kvoterna justerades efter gruppernas demografiska andel. Året därpå en lagfäst definition efter ras, ännu snävare kvotering och förbud mot anställning i offentlig tjänst. En tredje lag 1941 förbjöd äktenskap mellan judar och icke-judar. Delar av dessa lagar avskaffades dock senare. 
Det första omfattande övergreppet på judar i Ungern ägde rum i juli och augusti 1941. Efter tyska påtryckningar deporterade de ungerska myndigheterna 16 000 judiska flyktingar utan ungerskt medborgarskap till det tyskkontrollerade Galizien. Där mördades 7 000 omedelbart av SS. Sedan nyheten om morden nått den ungerska regeringen och statschefen Miklós Horthy, stoppades fler överlämningar. 
I januari 1942 mördade ungersk militär och polis drygt 3 500 personer under en omfattande jakt på partisaner, varav 800 judar, i de områden i södra Ungern som återtogs från Jugoslavien (Délvidékregionen). De ansvariga ställdes inför rätta. De officerare som beordrade massakern, varav de flesta hade tysk etnisk bakgrund, lyckades dock fly till Tyskland.
Trots dessa övergrepp förblev Ungern en relativ fristad för de ungerska judarna fram till den tyska ockupationen av landet den 19 mars 1944. Vid denna tidpunkt utgjorde de ungerska judarna den största kvarvarande judiska befolkningen i Europa. Regeringen under ministerpresidenten Miklós Kállay vägrade ge efter för tyska påtryckningar att deportera judar till Tyskland. Den försökte, med stöd av statschefen Miklós Horthy, föra en försiktig balangsgångspolitik gentemot det allierade Tyskland och hållit dörren öppen för förhandlingar med de västallierade om en separatfred. Detta ledde till en snabbt genomförd tysk ockupation av Ungern den 19 mars 1944.

## Ungern under tysk ockupation

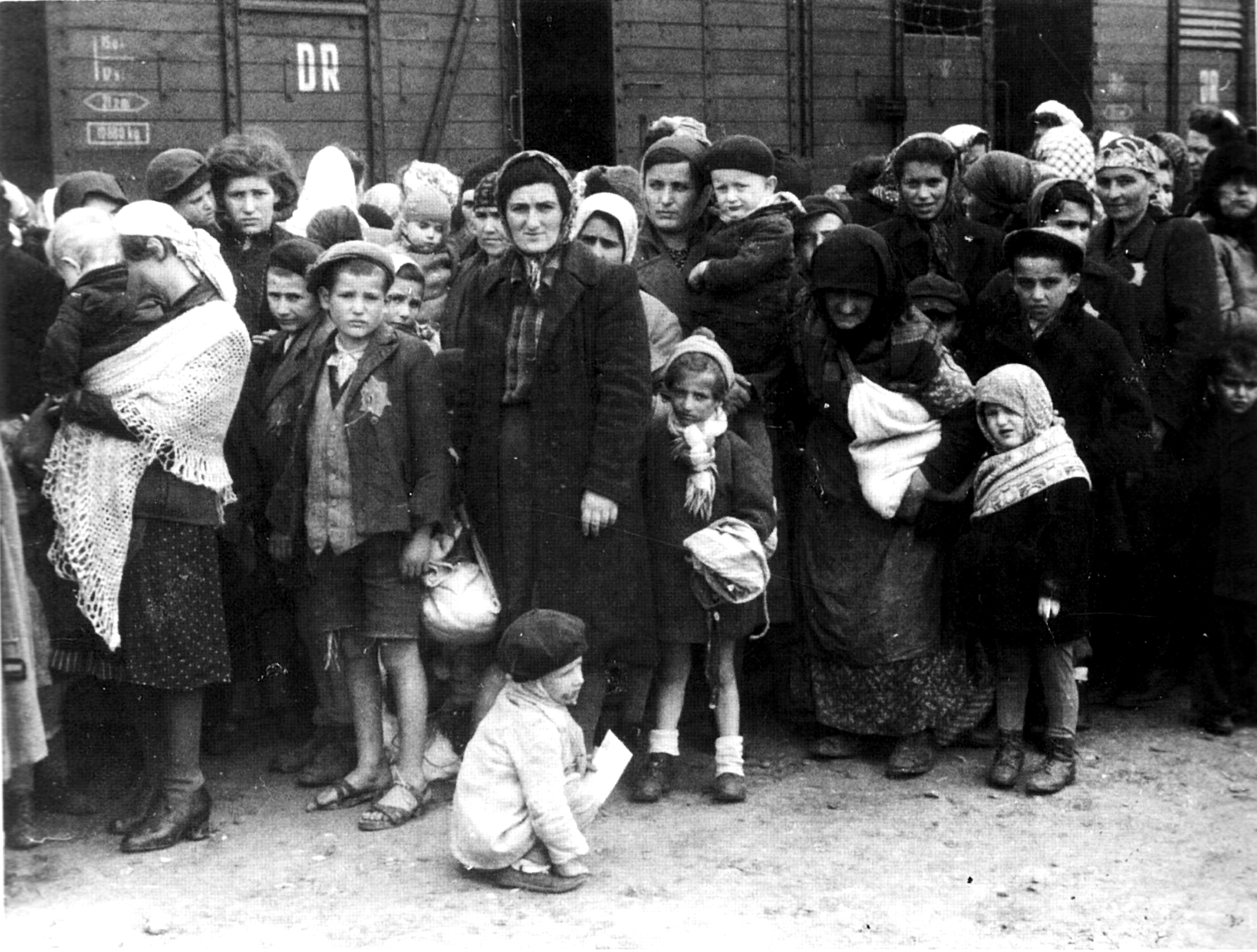
Ungerska judar som anlänt till Auschwitz, maj 1944.

Efter ockupationen tillsattes en protysk regering under Ungerns tidigare Berlin-ambassadör Döme Sztójay, under överinseende av Edmund Veesenmayer på plats i Budapest. Den 75-årige Miklós Horthy fick formellt sitta kvar statschef, men han förhöll sig efter maktövertagandet passiv och avbröt samarbetet med regeringen. Horthys rörelsefrihet begränsades starkt; i princip var han i husarrest på kungaslottet. Han hade ingen information om vad som hände på landsbygden, varför deporteringarna började just där.   
Omedelbart efter ockupationen inleddes organiserandet av en etnisk rensning av den ungerska landsbygdens judiska befolkning. Den 21 mars 1944 anlände Adolf Eichmann med en stab på omkring 200 man, Sondereinsatzkommando Eichmann, till Budapest och installerade sitt högkvarter i Hotel Majestic i stadsdelen Svábhegy. I samarbete med de ungerska statssekreterarna László Baky och László Endre och överstelöjtnant László Ferenczy, chef för den ungerska militärpolisen, delade Eichmann in Ungern i sex zoner. Deportationerna påbörjades i den nordöstra zonen, som låg närmast ryska fronten. Under knappt två månader, mellan den 14 maj och den 8 juli, deporterades 437 402 judar från Ungern till Auschwitz.
Deportationerna föranledde omfattande internationella protester och Miklós Horthy utsattes för påtryckningar för att ingripa mot dem. Brev och telegram kom från bland annat den amerikanske presidenten Franklin Roosevelt, påven och kung Gustaf V, vilka hotade eller vädjade för judarna. Även många moderata ungerska politiker, Horthys egen familj och de stora kristna kyrkorna intervenerade. Vid samma tid blev också Vrba-Wetzlerrapporten (Auschwitzprotokollet) känd både internationellt och bland många ungerska politiker. Denna vittnesberättelse beskrev utrotningsslägret Auschwitz-Birkenau. Både av rädsla för repressalier, med omsorg om Ungerns situation efter kriget och av egen övertygelse ingrep statschefen Miklós Horthy i juli 1944 och fick stopp på deportationerna tills vidare. Vid denna tid utformade Horthy den så kallade "Horthy initiativet", som syftade till att rädda en del av Budapests judar till USA och Storbritannien. Kopia på denna finnes på Schweiziska ambassaden i Budapest. Initiativet misslyckades dock eftersom både USA och Storbritannien dröjde för länge med att svara.  Efter Rumäniens kapitulation för Sovjetunionen tillsatte Horthy en militärregering under generalen Lakatos. Denna började undersöka möjligheten att bryta med Tyskland och ingå separatfred med de allierade. Den nya regeringen och omorienteringen medförde lättnader för den judiska befolkningen.

## Ungern under pilkorsregimen

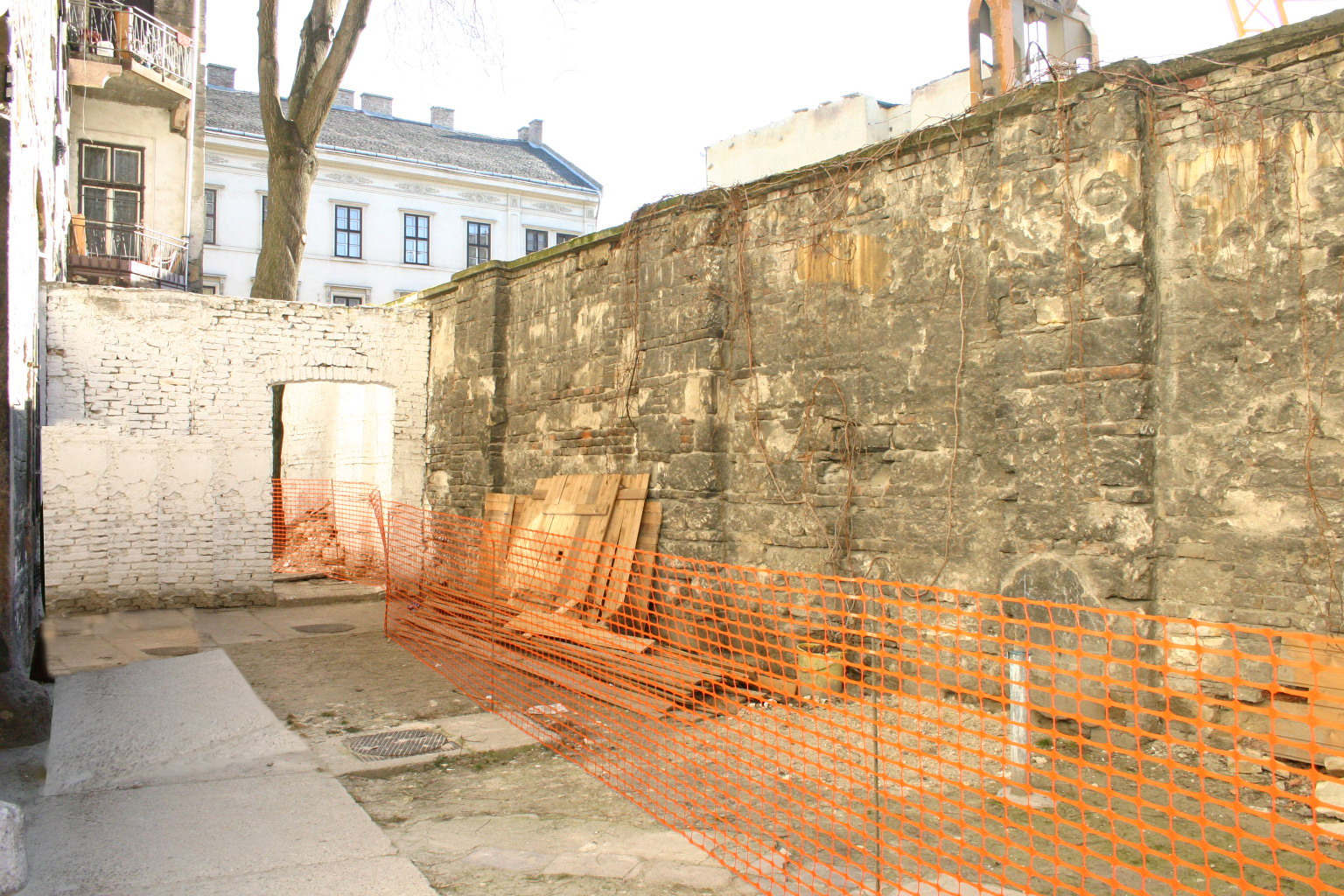
Den sista kvarvarande delen av gettomuren. Den revs 2006 men återuppbyggdes med gammalt material på Király utca nr 15.

Tyskarna höll sig underrättade om regeringens planer och några dagar före ett planerat ungerskt utträde ur kriget genomförde pilkorsarna med tysk hjälp den 15 oktober en statskupp. Horthys son kidnappades och han tvingades att abdikera, och en pilkorsregering under Ferenc Szálasi tog över regeringsmakten. Efter detta återkom Adolf Eichmann med sin SS-styrka och terrorn mot Budapests drygt 200 000 återstående judar intensifierades. De förföljdes, mördades vid Donau, deporterades eller tvångsplacerades i getton. Szálasi var ovillig att efterkomma Eichmanns krav att Budapests judar skulle deporteras till Tyskland, då han ville utnyttja dem som tvångsarbetskraft i Ungern. Omkring 35 000 judar kommenderades att bygga befästningar runt Budapest, i väntan på Röda armén.
Den 15 november upprättade regeringen Budapests muromgärdade getto i de traditionella judiska kvarteren på Pest-sidan av Donau för 69 000 personer. Gettot vaktades av en kombinerad gendarm- och pilkorsstyrka. Även ett "internationellt getto" - utan murar - upprättades i mitten av november för omkring 30 000 judar. I detta fanns hyreshus som stod under beskydd av de diplomatiska beskickningarna för Portugal, Schweiz, Spanien, Sverige och Vatikanen samt av Röda Korset. Där bodde familjer betraktade som utländska medborgare, bland dem omkring 7 000 svenska skyddslingar.
Terrorn från pilkorsare tilltog ytterligare sedan regeringen lämnat Budapest i december, när den ryska inringningen av staden påbörjades. Det internationella gettot hade inga murar och utsattes då hårdare än det allmänna gettot för pilkorsarnas nya attacker. Terrorn mot judarna tog slut först efter den sovjetiska Röda Arméns intåg i Budapest. Den 16 januari intog ryssarna det internationella gettot i Pest och befriade 25 000 människor i skyddshusen där, två dagar senare befriades 69 000 överlevande invånare i det allmänna gettot.

## Den ungerska förintelsens offer
Av Ungerns omkring 825 000 judar förintades cirka 550 000. Därutöver mördades tiotusentals romer och politiska motståndare. Av de 150 000 judar som funnits i Budapest när tyskarnas ockupation inleddes i mars 1944, överlevde knappt 120 000 till befrielsen 1945.
Ett antal av de judar som överlevde var sådana som kunde lämna landet tack vare insatser av de neutrala ländernas beskickningar. Emigration stupade dock oftast på Tysklands vägran att tillåta transitering med tåg genom tyskt område. Många fler överlevde genom skyddspass och liknande dokument och att de fick bo i hus i Budapest som ställdes under beskydd av Röda Korset, Sverige och de andra neutrala länderna. Skyddet fungerade även under en tid efter det fascistiska maktövertagandet, eftersom Ferenc Szálasi och hans regering förväntade sig internationellt erkännande. När det sedan visade sig att den svenska regeringen vägrade erkänna pilkorsregeringen, begränsades möjligheterna att skydda dem som hade svenska skyddspass. Pilkorsregeringen drog dock inte offentligt tillbaka sina tidigare officiella medgivanden, vilket kvarlämnade ett visst förhandlingsutrymme.

## Citat
| ”                                                      | Det råder ingen tvekan om att förföljelsen av Ungerns judar och deras fördrivning från fiendens territorium förmodligen utgör det största och mest fasansfulla brott som någonsin begåtts i hela världshistorien... | „ |
| – Winston Churchill till Anthony Eden den 11 juli 1944 | |   |